# المعركة على أحذية الثلوج (1757)

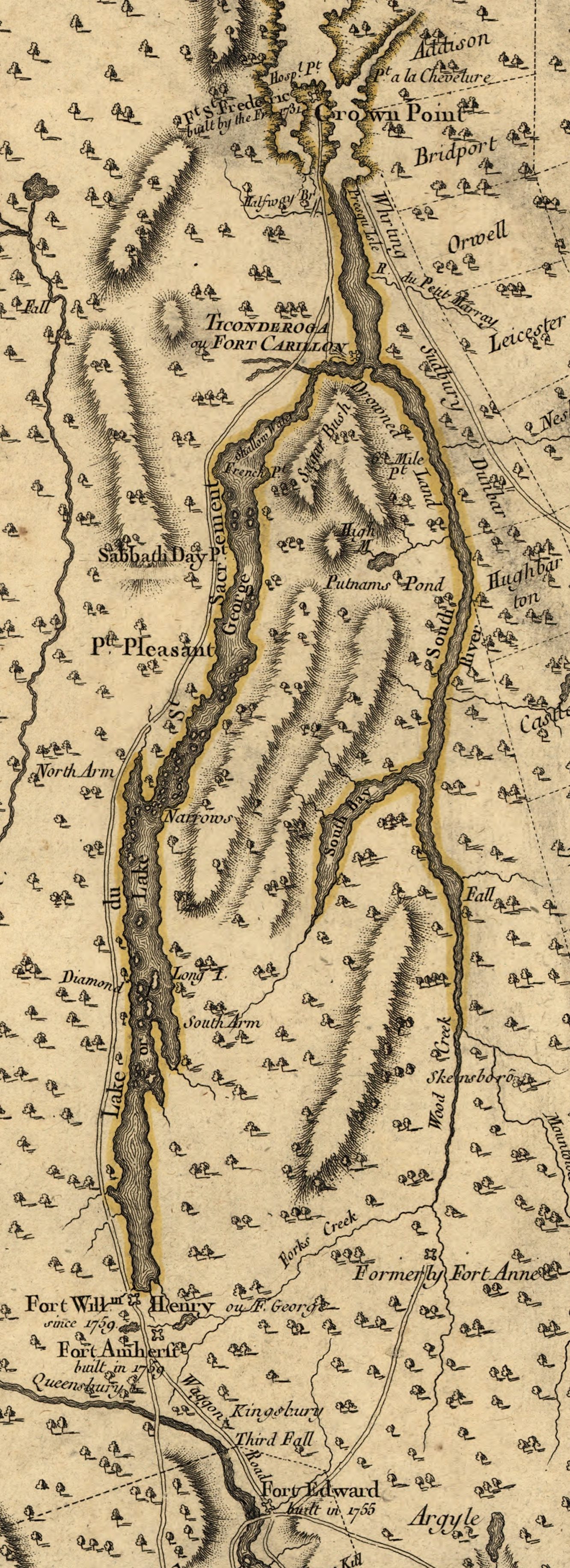
خريطة توضيحية من عام 1777 رسمها جون مونتريسور. في عام 1757، لم يكن الطريق على طول الجانب الأيسر من بحيرة جورج موجودًا. تظهر كل من حصن إدوارد وويليام هنري بالقرب من الجزء السفلي من هذه الخريطة. وقعت هذه المعركة في مكان ما بين تيكونديروجا (Ticonderoga) وكراون بوينت (Crown Point).

تعد المعركة على أحذية الثلوج في 1757 مناوشة عسكرية، جرت بين فرقة روجرز الجوالة (البريطانية)، والقوات الفرنسية، وقطعات الهنود الحمر، خلال الحرب الفرنسية والهندية في 21 كانون الثاني/يناير 1757. جاء اسم المعركة من المقاتلين البريطانيين الذين كانوا يرتدون أحذية مخصصة للثلوج خلال المعركة.
في 21 كانون الثاني/يناير 1757، كان النقيب روبرت روجرز ومجموعة من قواته الجوالة في بعثة استكشافية، قرابة حصن فورت كاريلون الفرنسي الواقع على بحيرة شامبلين، حين وقعوا في كمين أعدته قوات مختلطة من القطعات الفرنسية النظامية، والميليشيات الكندية، وعناصر من الهنود الحمر. انتهى القتال مع حلول الظلام بخسائر فادحة من كلى الجانبين. ذكر الفرنسيون في تقاريرهم أن أحذية الثلوج التي كان يرتديها البريطانيون قد أعطتهم أفضلية ملحوظة.

## خلفية
اندلعت الحرب الفرنسية والهندية عام 1754، بين المستعمرين البريطانيين والفرنسيين؛ جراء خلافات في مناطق متناع عليها على طول المنطقة الحدودية بين المستعمرات، إذ تصاعدت حدة النزاع، لأن شملت قواتاً نظامية. بحلول عام 1956، تمكن الفرنسيون من الانتصار في اغلب معاركهم الحدودية مع البريطانيين، إذ كانت الهزيمة اللافتة الوحيدة لهم في معركة بحيرة جورج عام 1955، حين أوقف البريطانيون تقدمهم نحو الجنوب من بحيرة شامبلين. انطلاقًا من حصن سان فريدريك (يقع حاليًا في بلدة كرون بوينت، في ولاية نيويورك) وحصن كاريلون (المعروف للبريطانيين باسم حصن تيكونديروجا)؛ قام الفرنسيون وحلفائهم من الهنود الحمر باستطلاع الدفاعات البريطانية على بحيرة جورج وأعالي نهر هدسون. لجأ البريطانيون، الذين عانوا نقصًا في أعداد حلفائهم من الهنود، إلى فرق الجوالة لمهام الرصد والاستطلاع. تعود فرق الجوالة في تأليفها وتوجيهها إلى النقيب (الكابتن) روبرت روجرز؛ إذ أخدت تلك القوات تسمية جوالة روجرز منه.

## مقدمات ما قبل المعركة
في شتاء عام 1757، تمركز روجرز ومجموعة من فرق خيالته في حصن وليام هنري الواقع على الحافة الجنوبية من بحيرة جورج، إضافة إلى حصن إدوارد الواقع أعالي نهر هدسون. كانت الحصون بالأساس ثكنات لقوات من الفوجين 44 و48، إذ يشكل الحصنان الفاصل الحدودي بين مقاطعتي نيويورك البريطانية وكندا الفرنسية.
في كانون الثاني/يناير، قاد النقيب (الكابتن) روجرز بعثة استكشافية منطلقًا من حصن إدوارد، متوقفًا في حصن ويليام للتزود بالمؤن وأحذية الثلج، إضافة إلى المزيد من الجنود. غادرت الفرقة حصن ويليام في 17 يناير مع 86 رجلًا متجهين نحو بحيرة جورج المتجمدة. بحلول اليوم التالي، تم إخلاء 12 من الرجال بسبب الجروح والإصابات، واستكمل البقية مسيرهم نحو الشمال، إذ بلغوا في -21 يناير- بحيرة شامبلين، ووصلوا نقطةً تقع بين حصني كاريلون وسان فريدريك الفرنسيين. رصد البريطانيون متزلجًا على البحيرة المتجمدة متجهًا نحو حصن سان فريدريك؛ أرسلوا إليه الملازم جون ستارك بصحبة عدد من الرجال لاعتراضه، ولكن الأمور تغيرت حين ظهر المزيد من المتزلجين. حاول الملازم ستارك ومن معه الانسحاب نحو الغابة، ولكنهم تعرضوا للرصد قبل ذلك. عاد المتزلجون نحو حصن كاريلون، حيث طاردهم البريطانيون، لكن اغلبهم قد نجح بالفرار عدا 7 منهم، وقد تمكن روجرز وقواته من أخذهم سجناء.
من استجواب السجناء؛ تمكن روجرز من معرفة قدوم فرقة حرب فرنسية وهندية إلى حصن كاريلون، وأن الحصن الأخير وحصن سان فريدريك قد رُفدا بألف مقاتل من القوات النظامية. خوفًا من افتضاح أمرهم من قبل المتزلجين الفارين، أمر روجرز قواته بالعودة فورًا إلى معسكرهم السابق. لم يوافق المجلس على العودة من نفس الطريق الذي جاؤوا منه (منتهكين قوانين نشاط  الجوالة التي وضعها روجرز)، ولكنه رفض اعتراضهم؛ معللًا ذلك بحاجتهم إلى التحرك بسرعة إضافة إلى ارتفاع مستويات الثلج. وبالفعل، فقد عادوا إلى معسكرهم بحلول الظهيرة ونالوا قسطًا من الراحة، ثم شقوا طريقهم نحو حصونهم في الجنوب.
عائدًا إلى حصن كاريلون، قام السيد رولي، وهو قائد رتل الإمداد الفرنسي الذي اعترضته قوات روجرز، بإعلام قائد الحصن بول لويس دي لوزينيان بخصوص الحادث. حسب تقريره عن الحادث، ارسل لوزينيان على الفور فرقة من 90 عنصرًا نظاميا من فوج (كتيبة) لانغيدوك تحت قيادة النقيب (الكابتن) باسرود، إضافة إلى 90 عنصرًا من الميليشيات الكندية والهنود الحمر. كان الهنود بنحو رئيسي من أوتاوا، تحت قيادة تشارلز ميشيل دي لانغليد، أحد القادة الفرنسيين ذوي الأصول الهندية في حملة برادوك الفاشلة، التي عرفت بهزيمة برادوك عام 1755.

## المعركة
دخل جنود روجرز الفخ الفرنسي بأنفسهم؛ وفقا لتقديرات روجرز، فان الفخ نصب بحوالي «250 من الفرنسيين والهنود». كان البريطانيون محظوظين؛ فقد فشلت الكثير من البنادق الفرنسية بإطلاق النار لتأثر بارودها بالرطوبة، حينما كان عنصر المفاجئة الفرنسية قد أوشك على تحقيق مبتغاه. قام الملازم ستارك، الذي كان مسؤولًا عن مؤخرة الرتل، بإنشاء خطٍ دفاعيٍ في منطقة مرتفعة مع بعض من رجاله، إذ وفروا التغطية النارية لمن هم في المقدمة للانسحاب، إضافة إلى إصداره الأمر بإعدام الأسرى الذين بحوزته ليتمكن ورجاله من المناورة بحرية أكبر.
استمر القتال لساعات عدة ولم ينتهي حتى مغيب الشمس، إذ لم يتمكن أي من الجانبين من رؤية الآخر للمواصلة. أصيب روجرز بالجروح مرتين خلال المعركة، مرةً في رأسه والأخرى في إحدى يديه. فاد الفرنسيون في تقريرهم أن الأفضلية لم تكن لهم لعدم امتلاكهم أحذيةً ثلجية، إذ كانوا «غائرين في الثلج حتى ركبهم». فور حلول الظلام، تراجع روجرز ومن نجى معه لمسافة 6 أميال (9.7 كم) إلى بحيرة جورج، حيث ارسل الملازم ستارك مع اثنين من الرجال إلى حصن ويليام هنري لطلب المدد. في 23 كانون الثاني/يناير، عاد روجرز إلى حصن ويليام هنري مع 48 جنديًا سالمًا وستة من الجرحى.

## ما بعد المعركة
استجوب الأدميرال الفرنسي لويس بوغنفيل بعض البريطانيين الذين وقعوا للأسر خلال المعركة، وتمكن من الاطلاع على وضع وتحركات القوات والمعدات البريطانية على طول المنطقة الواقعة بين مقاطعة الباني وقلعة ويليام هنري. كما وانتهى المطاف بأسرى بريطانيين آخرين عبيدًا للهنود الحمر. توماس براون، الذي نشر كتيبًا يصف عملية أسره بوضوح، أمضى ما يقرب من العامين في العبودية، وسافر مئات الكيلومترات، بمسافة تعادل طول مجرى نهر المسيسبي، قبل أن يتمكن من الوصول إلى ألباني في نوفمبر 1758.
في العام الذي تلا الواقعة، وقعت معركة أخرى شبيهة لها، إذ كاد روجرز أن يقتل هذه المرة، إضافة لهلاك القسم الأعظم من فرقته.

## الحواشي
1. ↑  المعركة على أحذية الثلوج, p. 55
2. ↑  المعركة على أحذية الثلوج, pp. 59–82
3. ↑  المعركة على أحذية الثلوج, pp. 70–71
4. ↑  المعركة على أحذية الثلوج, pp. 103–105
5. 1 2 3 4  المعركة على أحذية الثلوج, p. 83
6. ↑  المعركة على أحذية الثلوج, p. 67
7. 1 2 3  المعركة على أحذية الثلوج, p. 84
8. ↑  المعركة على أحذية الثلوج, p. 74
9. ↑  المعركة على أحذية الثلوج, p. 71
10. 1 2  المعركة على أحذية الثلوج, p. 85
11. ↑  المعركة على أحذية الثلوج, p. 81
12. ↑  المعركة على أحذية الثلوج, p. 70
13. ↑  المعركة على أحذية الثلوج, pp. 86–90
14. ↑  المعركة على أحذية الثلوج, pp. 115–118